# Ив де Крей
Ив де Крей (фр. Yves de Creil) — regis balistarius при дворе короля Западно-Франкского государства Людовика IV, что, возможно, означало должность начальника осадного вооружения.

## Биография
Происхождение Ива точно не установлено, но, скорее всего, он родился в городе Крей, на территории принадлежавшей Бернарду, графу Санлиса.
В 942 году его действия позволили спасти жизнь молодого герцога Нормандии Ричарда I, которого, желая заполучить его земли, держал в заключении король Людовик IV. Согласно Ордерику Виталию, король планировал убить или изувечить молодого герцога и таким образом овладеть герцогством. Однако Ив узнал о готовящимся заговоре и передал эту информацию наставнику Роберта, Осмонду, который тайно вывез того в замок Куси, контролируемый графом Санлиса Бернардом. Дальнейшая судьба Ива достоверна неизвестна, однако его имя вместе с епископом Ле-Мана Сигфруа (его сестра была замужем за Ивом де Беллемом) периодически встречается в документах аббатства святого Юлиана Турского и Сен-Жермен-де-Пре.

## Возможная связь с домом Беллем
Большинство французских историков считает, что Ив де Крей был отцом Ива де Беллема, в то время как остальные утверждают, что это возможно, но не должно рассматриваться как факт.